# Naturdenkmal 2 Eichen (Arnsberg-Bruchhausen)
Das Naturdenkmal 2 Eichen (Arnsberg-Bruchhausen) befindet sich in Bruchhausen im Stadtgebiet von Arnsberg. Die Bäume wurden 1998 vom Kreistag mit dem Landschaftsplan Arnsberg durch den Hochsauerlandkreis als Naturdenkmal (ND) ausgewiesen.
Zum Zeitpunkt der Ausweisung befanden sich die beiden Eichen am östlichen Rand von Bruchhausen an Rande von Grünland. Die beiden Eichen haben einen Stammdurchmesser von ca. 90 cm.

## Geplanter Hausbau neben einer der beiden Eichen
Eine der Eichen befindet sich am Rande einer Parzelle an der Straße Am Deinscheid die als Spielplatz von der Stadt Arnsberg genutzt wurde. Die Stadt verkaufte dieses Grundstück an einen Privatperson. Diese Privatperson beantragte eine Baugenehmigung bei der Stadt zur Errichtung eines Wohnhauses. Die Stadt hatte vorher die Fläche planungsrechtlich zur Bebauung freigegeben. Da die Eiche 1998 als Naturdenkmal ausgewiesen wurde, musste bei der Unteren Naturschutzbehörde (UNB) des Hochsauerlandkreises eine Ausnahmegenehmigung von den Verboten des Landschaftsplans Arnsberg beantragt werden. Es ist verboten den Traufbereich eines Naturdenkmals zu befestigen oder im Bereich eines Naturdenkmals Aufschüttungen, Verfüllungen, Abgrabungen, Ausschachtungen oder anderweitige Veränderungen der Bodengestalt vorzunehmen.
Ursprünglich war geplant, ein großes Einfamilienhaus mit freistehender Garage zu bauen. Die Garage sollte nur drei Meter vom Naturdenkmal im Traufbereich stehen. Nach Kontakt mit der UNB sollte ein kleineres Haus gebaut werden und die Garage auf der dem ND abgewandten Hausseite gebaut werden. Ferner sollte nur die dem ND abgewandte Hausseite unterkellert werden, während die andere Seite aufgeständert werden sollte, um den Erdboden um das ND unverändert zu lassen. Die UNB hielt in der neu beantragten Variante den Hausbau für genehmigungsfähig. Der Naturschutzbeirat des Hochsauerlandkreises, der bei Ausnahmegenehmigungen in Landschaftsplangebieten zustimmen muss, legte Widerspruch ein. Der Naturschutzbeirat ging davon aus, dass bei dem Bau mit Sicherheit Wurzel und Äste beschädigt würden. Dies würde dazu führen, dass das ND aus Verkehrssicherungsgründen in einigen Jahren gefällt würde. Nach Landesnaturschutzgesetz NRW muss bei einem Widerspruch des Naturschutzbeirats die Bezirksregierung Arnsberg als Höhere Naturschutzbehörde entscheiden. In diesem Fall ist die Bezirksregierung Arnsberg zuständig.

## Traufbereich
Als Traufbereich eines Baumes bezeichnet man das Ausmaß seiner Krone bzw. wie weit die Äste projiziert auf die horizontale Bodenfläche rund um den Baumstamm reichen. Der Erhalt eines Baumes ist in der Regel nur dann gewährleistet, wenn Eingriffe in den Erdboden in einem Abstand von mindestens 1,5 Meter von der Kronentraufe durchgeführt werden.